# 山田清三郎 (作家)

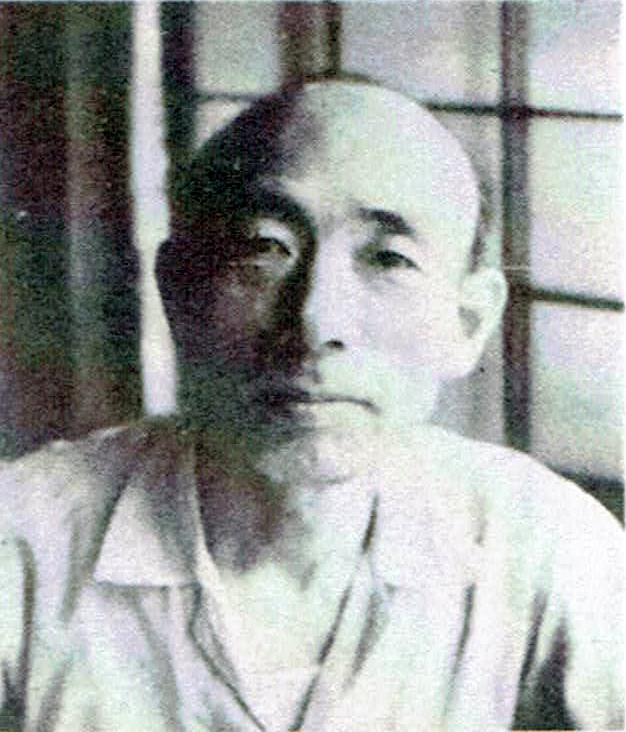
日本現代文学研究会『現代日本小説大系』第42巻（1949）より

山田 清三郎（やまだ せいざぶろう、1896年6月16日 - 1987年9月30日）は、日本の小説家、評論家。
京都市生まれ。小学校中退後、さまざまな職を転々とする。1922年『新興文学』を創刊、のち小牧近江らの『種蒔く人』同人となり、以後プロレタリア文学の作家として活躍する。戦時中は転向し、満州国にわたり、大東亜文学者大会にも参加した。
戦後は民主主義作家として活動し、プロレタリア文学史の研究、回想記の記述につとめた。また、白鳥事件を冤罪と見る立場から活動し、その件の著書もある。

## 著書
- 幽霊読者 解放社 1926 （解放群書）
- 小さい田舎者 文壇新人叢書 春陽堂 1927
- 五月祭前後 戦旗社 1929 （日本プロレタリア作家叢書 第3篇）
- 日本プロレタリア文芸運動史 叢文閣 1930
- 日本プロレタリア文芸理論の発展 叢文閣 1931
- ナップ戦線に立ちて 白揚社 1931
- 地上に待つもの 試煉の半生 ナウカ社 1934
- プロレタリア文学の新段階 ナウカ社 1934
- 耳語懺悔 六芸社 1938
- 囚衣 歌集 文泉閣 1939
- 一粒の米を愛する心 大阪屋号書店 1941
- 北満の一夜 万里閣 1941
- 私の開拓地手記 春陽堂書店 1942
- 建国列伝 第一巻 満洲新聞社 1943
- 社会主義から共産主義へ ソヴェト市民生活の現実 青木文庫 1952
- "三橋公判"記 鹿地亘のお父さんへ 理論社 1953
- プロレタリア文学風土記 文学運動の人と思い出 青木新書 1954
- プロレタリア文学史 理論社 1954
- 日本文学名作の読み方 三一新書 1955
- 東方の虹 第1部 理論社 1955
- 松川事件 真昼の暗黒 三一新書 1956
- 転向記 全3部 理論社 1957-1958
- 二十人の被告たち 松川事件・真実の証言 新読書社出版部 1958
- 現場をみた人 松川事件の真犯人はだれか 新読書社 1959
- 皇帝溥儀 くろしお出版 1960
- ばあちゃん 村上国治の母 新日本出版社 1963
- 小説白鳥事件 全3部 東邦出版社 1969-1970
- ソビエト抑留紀行 東邦出版社 1973
- 細菌戦軍事裁判 記録小説 東邦出版社 1974
- わが生きがいの原点 わが若き日の生きがい 白石書店 1974
- 明けない夜はない 東邦出版社 1974
- 近代日本農民文学史 理論社 1976
- 白鳥事件研究 白石書店 1977.3 （昭和史の発掘） のち新風舎文庫
- 鬼頭事件とその裁判 新日本出版社 1979.2
- プロレタリア文化の青春像 新日本出版社 1983.2

## 共編著
- プロレタリア文芸辞典 川口浩共編 白揚社 1930
- マルクス主義文芸尖鋭語辞典 編 白揚社 1932
- 新文芸用語の字引 編 白揚社 1932
- 文化運動史 秋田雨雀共著 岩波書店 1932 （日本資本主義発達史講座 第2部 資本主義発達史）
- 人生の教師たち 鑓田研一、島影盟共著 泰光堂 1958 （教養選書）
- 人生を生きる指標 福田清人、細野孝二郎共著 泰光堂 1958 （教養選書）
- 人生をみちびくもの 島影盟、山内房吉共著 泰光堂 1958 （教養選書）
- 日本のプロレタリア文学 名作案内 江口渙、壺井繁治共著 青木新書 1968
- 私の愛誦句抄 秋津書店 1972